# Leaveland
Leaveland es una parroquia civil y un pueblo del distrito de Swale, en el condado de Kent (Inglaterra).

## Geografía
Según la Oficina Nacional de Estadística británica, Leaveland tiene una superficie de 1,54 km².

## Demografía
Según el censo de 2001, Leaveland tenía 112 habitantes (50,89% varones, 49,11% mujeres) y una densidad de población de 72,73 hab/km². El 25,89% eran menores de 16 años, el 67,86% tenían entre 16 y 74 y el 6,25% eran mayores de 74. La media de edad era de 36,53 años. Del total de habitantes con 16 o más años, el 21,69% estaban solteros, el 66,27% casados y el 12,05% divorciados o viudos.
El 97,35% de los habitantes eran originarios del Reino Unido y el 2,65% del resto de países europeos. Además, según su grupo étnico, todos eran blancos. El cristianismo era profesado por el 73,21%, mientras que el 17,86% no eran religiosos y el 8,93% no marcaron ninguna opción en el censo.
51 habitantes eran económicamente activos, 48 de ellos (94,12%) empleados y 3 (5,88%) desempleados. Había 41 hogares con residentes y 3 vacíos.